# David Spade
David Wayne Spade (Birmingham, Míchigan, 22 de julio de 1964) es un actor, comediante, escritor, presentador de televisión y productor estadounidense. Fue miembro del elenco de Saturday Night Live en los años 1990, iniciando más tarde su carrera como actor tanto en televisión como en el cine. Fue protagonista y coprotagonista de películas como Police Academy 4 (1987), Tommy Boy (1995), Black Sheep (1996), Joe Dirt (2001), Joe Dirt 2: Beautiful Loser (2015), Grown Ups (2010), Grown Ups 2 (2013) y Father of the Year (2018), entre otras.
Ha participado como actor de reparto en dos comedias de situación: Just Shoot Me! (1997-2003) y Rules of Engagement (2007-2013). 
Adicionalmente, interpretó a C.J. Barnes en la comedia 8 Simple Rules (2004-2005). Por su papel en Just Shoot Me! fue nominado a un premio Emmy por primera vez y dos Globos de Oro. En caricaturas, dio voz a Kuzco en la película de 2000 The Emperor's New Groove (2000) y en la secuela en video, Kronk's New Groove (2005); también prestó su voz al panda rojo Aliur en Copito de nieve (2013) y a Griffin, el Hombre Invisible en la serie de películas de Hotel Transylvania (2012-2018). Spade fue anfitrión de un espectáculo de entrevistas, Lights Out con David Spade, estrenado el 29 de julio de 2019. También le dio voz a Ranger Frank en The Rugrats Movie. El estilo de comicidad de Spade depende en gran medida de su sarcasmo y el autodesprecio.

## Biografía
Spade es originario de la localidad de Birmingham, Míchigan. Creció en Scottsdale, Arizona y se graduó de la Universidad Estatal de Arizona con un título en negocios en 1986.
Debido a su humor rápido e inteligente, Spade fue animado por sus amigos para comenzar su carrera de comediante, integrándose al elenco de Saturday Night Live en 1990. En dicho programa se hizo popular por su humor sarcástico y por interpretar a varios personajes en diversos sketchs. Uno de sus personajes más famosos era el de un reportero de Hollywood.
Como la mayoría del elenco, renunció en el año 1995, y desde entonces siguió ayudando a la transición del nuevo elenco. Continuó haciendo apariciones esporádicas, y en 2005 fue anfitrión del show.
Spade ha tenido un éxito razonable en su carrera en cine, gracias a su trabajo en Saturday Night Live. Fue pareja cinematográfica con su compañero de Saturday Night Live y amigo personal Chris Farley, con el que ganó un MTV Award a mejor duo en una película por la cinta Tommy Boy (1995). Tras este film volverían a liderar la cartelera con la comedia Black Sheep (1996).
En 1997, reinterpretó su rol del recepcionista sarcástico de Saturday Night Live en la serie Just Shoot Me!, que le reportaría una nominación al premios Emmy y otras dos nominaciones a los Globos de oro como mejor actor secundario.
Ha prestado su voz a éxitos de taquilla del cine de animación como la saga Hotel Transylvania y The Emperor's New Groove, donde su estilo sarcástico fue tomado como ideal para el rol del emperador Kuzco. En la década del 2000 participó en películas como Joe Dirt y The Benchwarmers, compartiendo actuaciones con compañeros de Saturday Night Live como Jon Lovitz, aunque a día de hoy sus mayores éxitos de taquilla son las producciones de su amigo y compañero de Saturday Night Live Adam Sandler, Grown Ups (2010) y Grown Ups 2 (2013), en las que coincidió, además de con Sandler, con otros  colegas de Saturday Night Live, como Chris Rock y Rob Schneider.
Durante 2019 produjo y condujo Lights Out with David Spade, un programa de humor en Comedy Central con invitados provenientes del mundo de la comedia, donde se tratan noticias de sociedad y dirigen a famosos para iniciarse en el stand-up.

## Vida personal
Tiene una hija llamada Harper, nacida el 3 de septiembre de 2008, fruto de su relación con la playmate Jillian Grace.

## Filmografía

### Cine
- 2020 - La otra Missy
- 2018 - Gucci Flip Flops (cortometraje)
- 2017 - Father of the Year
- 2016 - The Do-Over
- 2015 - Joe Dirt 2
- 2015 - Hotel Transylvania 2 (voz)
- 2013 - Grown Ups 2
- 2012 - Hotel Transylvania (voz)
- 2011 - Jack & Jill (cameo)
- 2010 - Grown Ups
- 2007 - I Now Pronounce You Chuck & Larry (cameo)
- 2006 - The Benchwarmers
- 2005 - Kronk's New Groove
- 2003 - Dickie Roberts: Former Child Star
- 2001 - Joe Dirt
- 2000 - Loser
- 2000 - The Emperor's New Groove
- 1999 - Algo que perder
- 1998 - Experimento chiflado
- 1996 - Black Sheep
- 1995 - Tommy Boy
- 1994 - PCU
- 1993 - Coneheads
- 1992 - Light Sleeper
- 1987 - Police Academy 4

### Televisión
- Saturday Night Live (1990-1996, NBC)
- Just Shoot Me! (1997-2003, NBC)
- 8 Simple Rules (2003-2005, ABC)
- Beavis and Butt-Head - Voz
- Rules of Engagement (2008-2013)
- Lights Out with David Spade (2019)